# Loxosceles alicea
Loxosceles alicea là một loài nhện trong họ Sicariidae.
Loài này thuộc chi Loxosceles. Loxosceles alicea được miêu tả năm 1967 bởi Gertsch.